# Isenbretshofen
Isenbretshofen (westallgäuerisch: Isəbräətshofə) ist ein Gemeindeteil der bayerisch-schwäbischen Gemeinde Stiefenhofen im Landkreis Lindau (Bodensee).

## Geographie
Der Weiler liegt circa zwei Kilometer südwestlich des Hauptorts Stiefenhofen und zählt zur Region Westallgäu.

## Ortsname
Der Ortsname setzt sich aus dem Personennamen Isanbrecht sowie dem Grundwort -hofen zusammen und bedeutet Hof/Höfe des Isanbrechts.

## Geschichte
Isenbretshofen wurde erstmals im Jahr 1340 als Isenbrehtzhoven erwähnt. Nordöstlich des Ortes befand sich die Burg Isenbretshofen. 1769 fand die Vereinödung in Isenbretshofen mit zwei Teilnehmern statt.